# Crysis Warhead
Crysis Warhead är ett science fiction-datorspel utvecklat av Crytek, och är en fristående uppföljare till Crysis. I Crysis Warhead spelar man som karaktären Sergeant John "Psycho" Sykes, som endast flyktigt introducerades i Crysis. Crysis Warhead släpptes 12 september 2008, utgivet av Electronic Arts. Spelet distribueras även över Valve Corporation's digitala distributionsnätverk Steam.
Spelet utgör det tredje spel som CryTek utvecklat; förutom Crysis är också debuten Far Cry en kritikerrosad titel. Crysis Warhead utvecklades av CryTeks filial i Budapest.

## Singleplayer
Crysis Warhead var mycket likt föregångarna när det kom till själva gameplayet. "Psycho" var dock mer aggressiv och blodtörstande än föregångarnas protagonist, vilket märks i spelet. Nanodräkten som protagonisten i båda spelen använder är dock sig lik, med samma lägen; "cloak", "strength", "armor" och "speed". Vapnen ter sig också mer eller mindre desamma, med ett par tillägg som dubbla k-pistar och nya fordon.

### Handling
Spelaren får i Crysis Warhead möjligheten att utforska den alternativa handling som utspelar sig simultant med Crysis. Medan resten av teamet undersöker orsaken till Nordkoreas ökade militära intresse i den tropiska ön där spelen utspelar sig, får Psycho uppdraget att istället förhindra en koreansk överste från att få tag på en utomjordisk teknologi.

### Tekniska förbättringar
Spelets grafik blev förbättrad och optimerad gentemot Crysis. Enligt Crytek skulle en genomsnittlig dator kunna köra spelet på höga inställningar med ett genomsnitt av 30-35 FPS. Crysis Warhead har också sedan releasen blivit använt som benchmarking-program Den förbättrade grafiken vann ett flertal priser, däribland E3:s pris 2008 för bästa grafikteknologi.
Spelets AI hade också avsevärt förbättrats sedan föregångaren, specifikt den utomjordiska intelligensen som allmänt betraktades som en svag punkt i föregångaren.

## Flerspelarläge
Förutom de ursprungliga 14 kartorna och spellägena introducerade Crysis Warhead ytterligare flerspelaralternativ. Warhead introducerar ett lagbaserat Instant Action-läge som inte bara kan spelas på de ursprungliga Instant Action-kartorna utan även på de sju nya kartorna.

## Röstskådespelare
- Sean Chapman - Sergeant Michael "Psycho" Sykes
- Kathryn Akin - Befälhavare Emerson
- Kal Weber - Sean O'Neill
- Togo Igawa - Överste Lee
- John Schwab - Dane
- Jonathan Kydd - Manlig Nanosuit-röst
- Julia Braams - Kvinnlig Nanosuit-röst
- Joon Hwang - Koreansk soldat
- Youngjin Song - Koreansk soldat
- Jong Lee - Koreansk soldat
- Steven Yeun - Koreansk soldat
- Ju Hyun Kim - Koreansk soldat
- Brad Grusnick - Marinsoldat
- Dominic Armato - Marinsoldat
- Kenny Andrews - Marinsoldat
- Nigel Whitmey - Marinsoldat
- Martin Sherman - Marinsoldat
- Richard Lynson - Marinsoldat
- Tim Parlett - Nyhetsreporter

## Kritik
Crysis Warhead mötte ett överlag gott mottagande från kritikerna. Ett flertal tidningar beskrev dock vissa svårigheter att följa handlingen, och kommenterade att spelets handling var svår att förstå utan att ha spelat Crysis tidigare. Spelets tidvisa linjäritet, som visserligen inte var ett återkommande element, kritiserades också.
Crysis Warhead får 84/100 i betyg av Metacritic, j.fr. Crysis' 91/100.